# Clodia Laeta
Clodia Laeta, födda cirka 160, död 213, var en romersk vestal.
Hon dömdes till döden av kejsar Caracalla för att ha brutit sitt kyskhetslöfte. Hon dömdes tillsammans med Aurelia Severa, Pomponia Rufina och Cannutia Crescentina, varav den sistnämnda begick självmord genom att kasta sig från ett tak för att undvika levande begravning, den traditionella formen för avrättning av en vestal.  På väg till sin avrättning ska Cloedia Laeta ha skrikit att kejsaren visste att hon var oskyldig. Cassius Dio uppger att de dömda vestalerna var oskyldigt dömda: att Caracalla hade våldtagit eller försökt att vålta Clodia Laeta, och att de övriga kände till detta, och att kejsaren hade dömt dem för att dölja sitt eget helgerån.